# آرثر بروكس
آرثر بروكس (بالإنجليزية: Arthur Brooks)‏ هو سياسي أمريكي، ولد في 8 مايو 1936. حزبياً، نشط في الحزب الديمقراطي. وقد انتخب عضو مجلس نواب أوهايو.